# Invisibilisation des femmes dans les symboles de la nation
 (mai 2019).
 (mai 2019).
- Si vous ne connaissez pas le sujet, laissez ce bandeau (vous pouvez alors contacter les auteurs).
- Si vous supprimez le contenu mis en cause (vous pouvez préalablement contacter les auteurs),

argumentez précisément cette suppression dans la page de discussion
(un manque de référence n'est pas un argument ; une recherche réelle de référence doit avoir été effectuée, être formellement documentée).
 (mai 2019).
Si vous disposez d'ouvrages ou d'articles de référence ou si vous connaissez des sites web de qualité traitant du thème abordé ici, merci de compléter l'article en donnant les références utiles à sa vérifiabilité et en les liant à la section « Notes et références ».
La représentation des femmes dans les symboles de la nation peut permettre d'illustrer le problème social du genre en France. Il renvoie à une forme particulière d'effacement des femmes rapporté aux symboles de la nation. Le rapport hiérarchique qui est « doxa apparemment admise » entre hommes et femmes y est remis en question. Y remédier s’avère une tâche complexe qui divise ses protagonistes.

## Concept: ses racines historiques
En 1791, Olympe de Gouges a rédigé la déclaration des Droits de la Femme et de la Citoyenne, en réponse à la version officielle masculine qui n'intégrait pas les droits des femmes. Presque 230 ans plus tard, et malgré des progrès certains obtenus, c’est toujours une formule ressentie comme masculinisée qui est employée pour se référer au document fondateur de la Déclaration des droits de l'homme et du citoyen de 1789. Si le recours à un tel registre ne semble pas être la manifestation la plus problématique des inégalités femme/homme, cependant par sa théâtralisation cela représente pour elles une forme de violence symbolique. Cette dernière est d’autant plus pervasive qu’elle passe souvent inaperçue, qu’elle se fait oublier. Car elle est inscrite dans l'imaginaire collectif (culturellement androcentrique).  
Le concept de violence symbolique, mis en avant par Bourdieu dans un article en 1990, est une forme de violence douce, insensible, invisible pour ses victimes et qui s’exerce notamment par les voies de la communication et de la connaissance. Celle à l’encontre des femmes contribue à inscrire une vision du monde sexuée dans nos habitus, qui sont le fondement des institutions selon Bourdieu. Les mécanismes de reproduction de cette domination ne se cantonnent pas à la sphère privée, et des instances de l’État jouent un rôle important.  En effet, que ce soit dans les hymnes ou la constitution, symboles de la nation par excellence, la présence de la référence aux femmes laisse à désirer. (La notion de nation est déjà problématique par rapport à celle de l'État régulateur depuis le Moyen-Âge). 

## Féminiser la constitution: une démarche génératrice de controverses
En France, qui est pourtant porteuse du symbole Marianne, la possibilité de rendre la constitution avec moins de termes posant la question du Genre suscite de vives réactions et sa révision est un chantier en suspens en 2023.  
Deux amendements ont en effet été proposés en avril 2018 pour établir une formulation plus inclusive en remplaçant notamment « droits de l’Homme » par « droits humains » afin de souligner que les droits universels mentionnés concernent bien toute l’humanité. Selon Stella Dupont, ce remplacement avait pour but de permettre aux femmes comme aux hommes de se sentir incluses. Il a en outre été souligné que la différence entre homme et Homme n’était pas audible. De même il a été rappelé que le but n’était ni de modifier l’esprit de la constitution, ni d’en alourdir le sens, mais bel et bien de faire un premier pas vers un changement symbolique. Comme le met en avant Michelle Perrot, cette démarche est importante pour « sortir les femmes de l’ombre du théâtre de l’histoire ».  
D’autres amendements ont été proposés, comme le CL1373 pour ajouter à l’article premier « citoyenne » après « citoyen », et l’amendement CL494 pour féminiser les fonctions nommées par la constitution. Il s’agissait de modifier seulement la transcription contemporaine, sans toucher au document de 1789, qui a une portée historique.  
Ces propositions s’inscrivent dans la lignée du travail effectué par le Haut Conseil à l’Égalité qui a avancé un certain nombre de recommandations afin d’établir une constitution plus juste. Il aborde par exemple avec sa recommandation n°4, la question de la devise et propose de remplacer fraternité par  adelphité ou solidarité. La recommandation n°3, quant à elle, met avant la nécessité d’employer une écriture égalitaire, grâce à la double flexion, des termes épicènes ou englobant ou encore le point médian. Toutefois, malgré le travail de ce groupe et des voix favorables, ces amendements ont été rejetés, soulignant le litigieux du débat. Les voix contraires ont notamment mis en avant que le terme homme se réfère à l’espèce et non à un genre en particulier, que cela ne changerait rien à la protection des droits, ou encore que des valeurs historiques ne doivent pas être affectées par l’humeur du temps ou l’actualité. La constitution a pourtant été modifiée 23 fois au cours de la V République. De surcroît, Sacha Houlié a mis en avant que la parité atteinte dans les organes de représentation notamment, était plus forte que l’écrit, rendant les amendements inutiles. 
En Espagne on peut retrouver une situation analogue. Carmen Calvo a en effet souhaité entreprendre des mesures vers une constitution plus inclusive, qui remplacerait « todos los españoles » (tous les espagnols) par « toda la población » (toute la population) et a chargé l’académie espagnole, la Real Academía española, d’évaluer les démarches à mettre en œuvre. Cette dernière se montre toutefois réticente. Déjà dans un rapport de 2012, elle avait souligné que le changement n’était pas pertinent et contribuerait à alourdir le document. Dans une interview, le président de l’académie, Dario Villanueva, soulignait qu’il ne fallait pas confondre la grammaire et le machisme et qu’utiliser le doublon par exemple, ruinerait l’efficacité qui sous-tend toute langue.
Certains États fédéraux montrent pourtant qu’il est possible d’établir des documents plus inclusifs, à l’instar de certains états des États-Unis qui ont modifié leurs constitutions à leur niveau il y a près de vingt ans. C’est ainsi le cas de New York ou encore de Rhodes Island, qui a en outre découvert qu’une première version de 1663 était beaucoup plus neutre.

## Un mouvement pour inclure les femmes dans les hymnes nationaux
En plus des constitutions, les femmes sont bien souvent invisibles dans les hymnes, autre symbole important de la nation. 
Certains pays sont déjà passés à l’acte et ont modifié leurs hymnes de façon qu’ils soient plus égalitaires. On peut prendre l’exemple du Canada, qui, en  adopté la loi C-210 « modifiant la loi sur l’hymne national »  et qui permet de remplacer « in all thy sons command » (un véritable amour de la patrie anime tous ses fils)  par « in all of us command » (un véritable amour de la patrie nous anime tous). Le projet a pris du temps, retardé notamment par le parti conservateur, qui ne souhaitait pas que la nouvelle version soit chantée pour le 150ème anniversaire du pays. Il s’agit d’un retour à la version originelle, qui employait déjà le « us » et qui avait été modifiée à la suite de la Première Guerre Mondiale pour récompenser l’effort de guerre des soldats. La nouvelle version permet donc, en plus d’être plus inclusive, de reconnaître la participation des femmes au cours de la guerre. L’Autriche a également modifié son hymne.
Toutefois pour certains pays, la France, l’Italie, les États-Unis ou l’Allemagne, les modifications s’avèrent plus complexes. En Allemagne, Kristin Rose-Möhring, la secrétaire d’État à la condition féminine, a en effet proposé de remplacer « Vaterland » (la patrie) par « Heimatland » (le chez soi) et « fraternellement » par « courageusement ». Il est rappelé que la nouvelle version serait aussi aisée à chanter que l’ancienne, que l’importance de la pièce ne réside pas tant dans les paroles mais plutôt dans la musique de Joseph Haydn et que de nombreuses modifications ont déjà été réalisées. Il y a toutefois des oppositions manifestes, de la part des conservateur.e.s. La chancelière Angela Merkel s’estime ainsi satisfaite de la version actuelle tandis que Julia Klöckner, vice-présidente de l’union chrétienne-démocrate « aurait pensé à d’autres sujets plus importants » dans la lutte pour l’égalité femme/homme. La proposition a également fait des remous sur les réseaux sociaux, avec certains internautes se demandant avec ironie s’il ne fallait pas instaurer un Concours Eurovision de la chanson pour l’hymne, le changement n’étant pas approprié à un élément historique selon eux. De telles modifications se heurtent à des difficultés, tout particulièrement lorsque l’hymne a une portée historique forte comme celui des États-Unis, qui comporte le vers « O thus be it ever , when freeman shall stand » (Ô ainsi soit-il pour toujours, que des hommes libres se tiendront debout) ou encore l’hymne italien, souvent appelé Frères d’Italie.  
Le cas de l’hymne français est paradoxal puisqu’il exclut manifestement les femmes, alors même qu’il a connu un processus de féminisation de son titre. Rouget de l’Isle lui-même utilisait en effet le titre « Hymne des Marseillais » et ce n’est qu’au XIXème siècle, et surtout à partir de 1830 que l’usage du terme « Marseillaise » s’est peu à peu imposé. Une première entrée dans un dictionnaire remonte à 1832 dans le Dictionnaire général de la langue française. Le terme ne sera repris qu’en 1878 par l’Académie Française, qui le retirera par la suite, soulignant le rôle joué par cette dernière dans la masculinisation de la langue française. 